# Joaquín Milans del Bosch
Joaquín León Milans del Bosch y Carrió (Barcelona, 6 de junio de 1854 – Madrid, 31 de agosto de 1936) fue un militar y político español. Con Joaquín, culminó la deriva ideológica de la familia Milans del Bosch. Tradicionalmente habían sido militares liberales, pero durante el siglo XX se alinearon con los sectores más conservadores. 

## Biografía
Nació en Barcelona el 6 de junio de 1854. Huérfano de padre a los tres años, creció bajo la protección de su tío Lorenzo. Ingresó muy joven en el arma de Caballería y vivió la restauración borbónica, abrazando la causa alfonsina. Luchó en la tercera guerra carlista, en Melilla (1893) y en las Filipinas (1897-1898), donde coincidió con Miguel Primo de Rivera, el futuro dictador. Tras la firma del pacto de Biak-na-Bato regresó a la península, donde, después de ocupar algunos destinos militares y diplomáticos, fue nombrado ayudante del rey Alfonso XIII y gentilhombre de cámara con ejercicio. Muy ligado siempre al monarca, tuvo posteriormente destinos en Madrid y Ceuta, en donde fue ascendido a teniente general. 

### Capitán general de Cataluña
En septiembre de 1918 fue nombrado capitán general de Cataluña. La situación del territorio era entonces muy tensa debido a la crisis económica que provocó el cese de exportaciones a los países en guerra, y a las subidas de precios. El obrerismo, liderado por la Confederación Nacional del Trabajo (CNT) se había organizado y luchaba contra los pistoleros de la patronal. 
Ignorando las órdenes del gobierno, Joaquín Milans del Bosch se puso al lado de los patronos y aplicó, vigente el estado de guerra acordado por el gobierno central, métodos militares en la represión de los conflictos sociales, al tiempo que los pistoleros patronales actuaban con total impunidad. Para reprimir la huelga de La Canadiense llegó a autorizar la creación de grupos parapoliciales, denominados somatén, pagado por los patronos, que puso al servicio del general Martínez Anido, gobernador militar de Barcelona. Milans del Bosch se sentía apoyado por las clases altas de la sociedad catalana, y hasta que no llegaron órdenes directas del rey Alfonso XIII, empujado por las Cortes, no dimitió (1920).  
El rey, para recompensar su obediencia y sus años de servicio, lo nombró jefe de la Casa Militar de la Casa Real.

### Gobernador civil de Barcelona

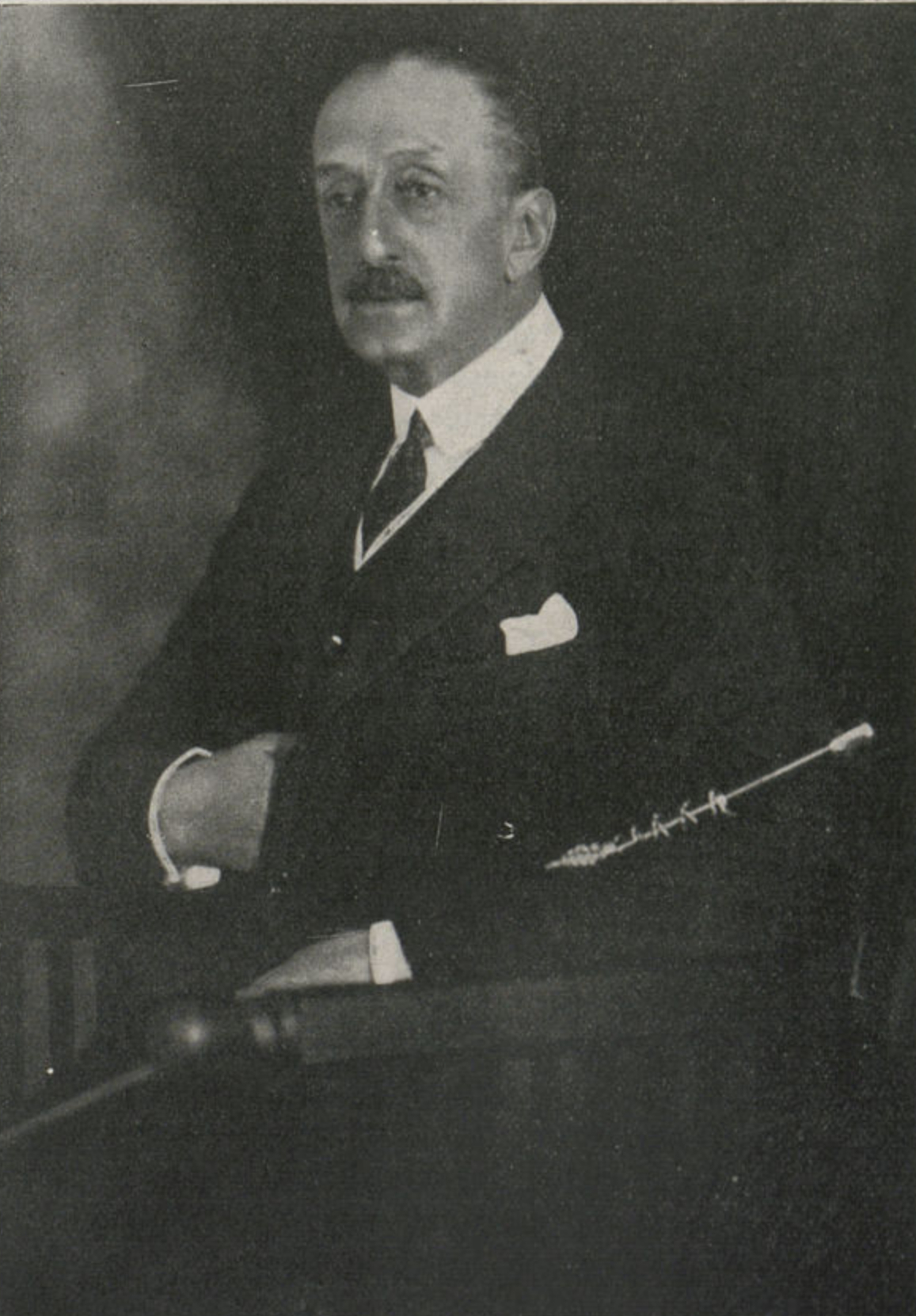
Joaquín Milans del Bosch

Tras dejar la jefatura de la Casa Militar del rey en junio de 1924 por haber pasado a la reserva, tres meses después fue llamado por su amigo Miguel Primo de Rivera para ser gobernador civil de Barcelona (1924-1929).

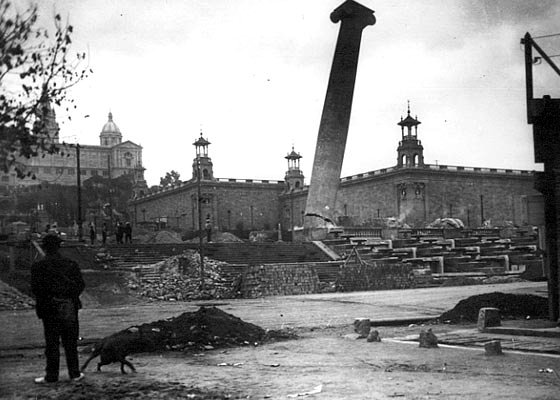
1928 Derribo de las cuatro columnas de Montjuic, símbolo del catalanismo actualmente recuperadas.

Conjuntamente con el ministro de Gobernación y el capitán general de Cataluña, llevó a cabo una intensa campaña anticatalanista. Clausuró el campo del Fútbol Club Barcelona y el Orfeón Catalán (1925), prohibió entidades excursionistas y culturales y suspendió y multó a diarios y revistas. Tras la caída del dictador fue destituido, retirándose a Madrid. Entre octubre de 1927 y febrero de 1930 había sido miembro de la Asamblea Nacional Consultiva "por derecho propio".
Tras el alzamiento del 18 de julio de 1936 que dio origen a la Guerra Civil, Joaquín Milans del Bosch no quiso abandonar Madrid, aun habiendo tenido la ocasión de refugiarse en la Legación de Turquía, al estar su hijo Mariano detenido en una checa y no querer que al no hallarle en su domicilio en la calle Españoleto tomaran represalias sobre su hijo. El 30 de agosto fue detenido por milicianos del Frente Popular, torturado y, en la madrugada del día siguiente, fusilado, junto a su fiel ayudante, el comandante José Martínez Valero, en las tapias del cementerio del Este, hoy de la Almudena. Tenía 82 años.
Su nieto, Jaime Milans del Bosch, siendo capitán general de la III Región militar, participó en el intento de golpe de Estado del 23 de febrero de 1981.

## Órdenes
- 15 de diciembre de 1919: Caballero gran cruz de la Orden de Carlos III.[3] (España)
- 6 de junio de 1905: Caballero comendador honorario de la Real Orden Victoriana.[4] (Reino Unido)